# The Grand Tour
«The Grand Tour» es una canción interpretada por el cantante estadounidense de música country George Jones. Fue publicada en mayo de 1974 como el segundo y último sencillo de su álbum del mismo nombre.

## Lista de canciones
7-inch single – Epic 5-11122
1. «The Grand Tour» – 3:04
2. «Our Private Life» – 2:17

## Posicionamiento

### Gráfica semanal
| Gráfica (1974)                                      | Pico de posición |
| --------------------------------------------------- | ---------------- |
| Canadá (RPM Country Playlist)                       | 2                |
| Estados Unidos (Billboard Hot Country Singles)      | 1                |
| Estados Unidos (Record World Country Singles Chart) | 1                |

### Gráfica de fin de año
| Gráfica (1974)                                 | Pico de posición |
| ---------------------------------------------- | ---------------- |
| Estados Unidos (Billboard Hot Country Singles) | 4                |